# Fatick (departamento)
Fatick é um departamento da região homônima de Fatick, no Senegal. Divide-se nos arrondissements de Diakhao, Fimela, Niakhar e Tattaguine.